# كلها
كلها هي قرية في مقاطعة كرج، إيران. يقدر عدد سكانها بـ 107 نسمة بحسب إحصاء 2016.